# Scartella itajobi
Scartella itajobi är en fiskart som beskrevs av Eugenio dos Santos Rangel och Mendes 2009. Scartella itajobi ingår i släktet Scartella och familjen Blenniidae. Inga underarter finns listade i Catalogue of Life.